# Andra urtima riksdagen 1905
Andra urtima riksdagen 1905 ägde rum i Stockholm.
Kamrarna sammankallades till urtima riksdag med anledning av unionsupplösningen. Riksdagen beslutade den 16 oktober 1905 att bifalla Kungl. Maj:ts proposition om riksaktens upphävande.
Riksdagens kamrar sammanträdde i riksdagshuset den 2 oktober 1905. Riksdagsarbetet inleddes ceremoniellt genom riksdagens högtidliga öppnande i rikssalen på Stockholms slott samma dag. Första kammarens talman var Gustaf Sparre (oberoende), andra kammarens talman var Axel Swartling (Lantmannapartiet). Riksdagen avslutades den 18 oktober 1905.